# Ludwig Forum für Internationale Kunst

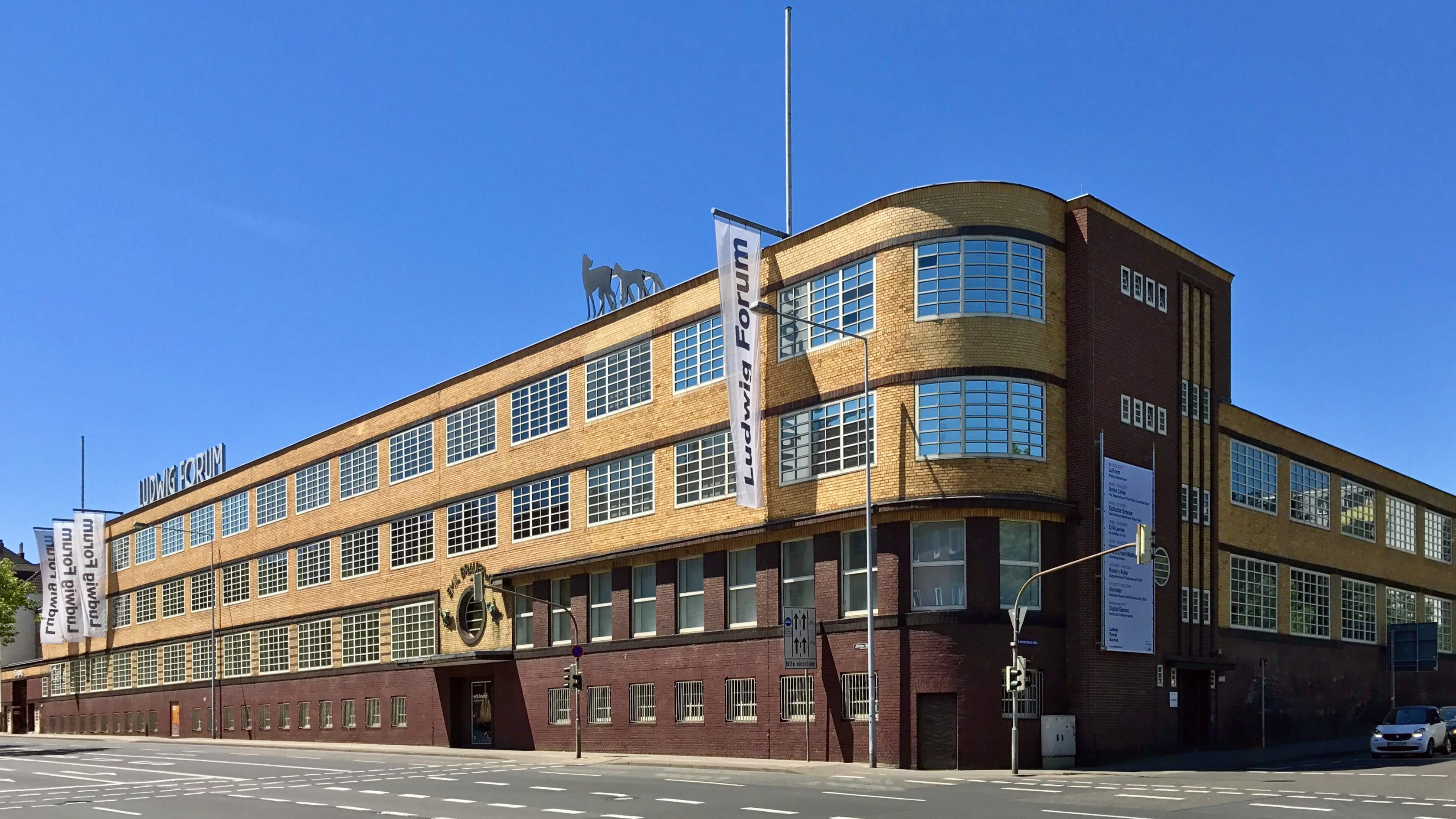
Ludwig Forum für Internationale Kunst

Het Ludwig Forum für Internationale Kunst is een museum voor moderne kunst in Aken. Het is gebaseerd op de Collectie Ludwig, die werd samengebracht door het Akense verzamelaarspaar Irene en Peter Ludwig, en wordt ondersteund door Peter und Irene Ludwig Stiftung.

## Museum

### Geschiedenis
Sinds 1968 werkt stichtend directeur Wolfgang Becker nauw samen met de Ludwigs, een aantal verzamelaars, en in 1970 werd in Aken het gemeentelijk museum Neue Galerie - Sammlung Ludwig opgericht vanuit gemeenschappelijke ideeën. Het was een van de eerste musea voor hedendaagse kunst in Duitsland en was oorspronkelijk gevestigd in het Altes Kurhaus aan de Komphausbadstraße in het centrum van Aken. De gynaecoloog Hugo Jung en vijf andere professoren van de RWTH Aachen motiveerden conservatieve vijandigheid om op 9 februari 1971 de Verein der Freunde der Neuen Galerie te stichten. In 1991 verhuisde het museum naar de kamers van Emil Brauer, een paraplufabriek gebouwd in 1928 in internationale stijl en gesloten in 1988, en voortaan werd het Ludwig Forum for International Art genoemd. De Vriendenvereniging van de Vriendschapsvereniging van het Forum Ludwig werd opgericht uit de Vereniging van Vrienden van het Forum Ludwig.
Sinds de verhuizing richt het museum zich op hedendaagse kunst. In 2011 was het aantal bezoekers gestegen tot circa 55.000 per jaar.

### Kunstcollectie
De collectie van het Ludwig Forum bestaat uit meer dan 3.000 werken, voornamelijk uit de collectie van de verzamelaars Peter en Irene Ludwig, uit alle kunstgenres en uit vele landen. De collectie Ludwig is vooral bekend om haar popcollecties en de nadruk op Amerikaanse kunst sinds de jaren zestig. In 1977 toonde het verzamelaarspaar voor het eerst Pop Art in Oost-Berlijn. Dit leidde tot een levendige uitwisseling van ideeën en ideeën met kunstenaars uit Oost-Duitsland. In de jaren tachtig en negentig reisden de Ludwigs naar Rusland en begonnen al snel met het verzamelen van de toenmalige Sovjet- en Chinese kunst. Vandaag de dag zijn veel van deze posities en kunstenaars wereldberoemd, zoals Ilya Kabakov, Erik Bulatov, Huang Yong Ping en Ai Weiwei. Daarnaast werd in het huis een belangrijke collectie videokunst opgebouwd, die vandaag de dag zo'n 200 kunstwerken in de stad telt.
Sommige van de werken die het Ludwig Forum herbergt ontbreken in geen enkele encyclopedie van de moderne kunstgeschiedenis en behoren dus tot een soort wereldherinnering aan kunst uit de 20e eeuw. Het gaat bijvoorbeeld om het fotorealistische schilderij Medici van Franz Gertsch of de beeldengroep Bowery Bums van Duane Hanson, die drie bedelaars van de Bowery in Manhattan laat zien. Beide werken werden in 1972 tentoongesteld op de inmiddels legendarische documenta 5 van Harald Szeemann in Kassel. Hanson produceerde ook Mona-Lisa uit Aken, de hyperrealistische sculptuur van een vrouw met een winkelwagen, die liefkozend bekend staat als de Supermarket Lady. Jonathan Borofsky's ballerina clown, die is opgezet op de binnenplaats van het Forum van Ludwig, kijkt ook ver in de geschiedenis en over de continenten. Hij heeft een tweeling in Los Angeles, gevestigd op het dak van de Openbare Bibliotheek van Santa Monica, direct aan de Stille Oceaan. De clown werd oorspronkelijk gecreëerd voor de show van Metropolis, die nu wordt beschouwd als het ijkpunt onder experts en werd begin 1991 getoond op de Gropius Bau in Berlijn en van waaruit het werk voor Aken werd verworven ter gelegenheid van de heropening van het Forum van Ludwig in de zomer van datzelfde jaar.
Het videoarchief van het Ludwig Forum bestaat uit een verzameling van ongeveer 200 videowerken van videokunstenaars als Klaus vom Bruch, Peter Campus, Douglas Davis, Joan Jonas, Bruce Nauman, Nam Juni Paik, Ulrike Rosenbach, Wolf Vostell en William Wegman.
Naast solo- en groepstentoonstellingen van internationaal gerenommeerde kunstenaars presenteerde het Ludwig Forum 2010 voor het eerst hedendaagse architectuur onder de titel West Arch - Een nieuwe generatie in Architectuur. In 2011 vierde het Ludwig Forum für Internationale Kunst zijn 20ste verjaardag. De tentoonstellingen Hyper Real - Kunst en Amerika rond 1970 en Nie wiederinterungsfrei - Aken Avantgarde vanaf 1964, die in 1964 werden gehouden, sloten de boog van de geschiedenis van het museum en de collectie af op actuele artistieke posities en vragen.

### Administratie
- Wolfgang Becker was van 1970 tot 2001 de stichtend bestuurder van het bedrijf. Onder zijn hoede hebben belangrijke tentoonstellingen plaatsgevonden, zoals de Cliché/antiek (1970), Robert Filliou: Herdenker (1970) en de Havana Biënnale (1998).
- Van 2002 tot 2008 leidde Harald Kunde het Ludwig Forum en positioneerde het bedrijf met monografische tentoonstellingen van bekende hedendaagse kunstenaars als Sophie Calle (2005), Franz Gertsch (2006), Chuck Close (2007) en Atelier van Lieshout (2008).
- Brigitte Franzen was van 2009 tot 2015 directeur van het Ludwig Forum. Het tentoonstellingsprogramma en de presentatie van de collectie op dit moment waren gebaseerd op jaarlijkse leitmotieven, zoals de video/film 2009 en architectuur en ruimte 2010. Het Ludwig Forum positioneert zich in dit kader als tentoonstellingshuis en museum met een transdisciplinair profiel. Franzen verliet het Forum om als nieuwe directeur van de Peter en Irene Ludwig Stichting te fungeren.
- Andreas Beitin is directeur van het Ludwig Forum sinds februari 2016. Hij werd aangetrokken door de uitdaging en werkt samen met de gerenommeerde collectie van het huis. Hij heeft er echter voor gekozen om de collectie niet in zijn eigen nieuwe presentatie te presenteren, ten gunste van tijdelijke tentoonstellingen. Beitin heeft het tot zijn taak gemaakt om het 'Ludwig Forum als woonhuis' te ontwikkelen.

### Speciale exposities (selectie)
- 2016–2017: Mies van der Rohe - The collages from the MoMA
- 2017: LuForm - Design Department
- 2017: Erik Levine - As a Matter of Fact
- 2017: Franz Erhard Walther - Handlung denken
- 2017: Art X Cuba - Hedendaagse posities sinds 1989
- 2017–2018: dis/order. Art and Activism in Russia since 2000

## Bouwwerk
De Schirmfabrik Brauer, Jülicher Straße 97-109, is een twee- en drie verdiepingen tellend gebouw van de architecten Josef Bachmann en Alexander Lürken uit 1928, dat in 1977 werd geklasseerd als een 'drie verdiepingen tellend skeletgebouw met ronde hoeken en plat dak; de gevels waren geel bakstenen gevels, de basis was bedekt met rode klinker. Het gebouw, dat destijds nogal atypisch was voor Aken, werd door zeer opvallende ontwerpen ontleend aan de Bauhaus-stijl. Typische kenmerken zijn de speling met geometrische basisvormen, zoals het ronde raam boven de voormalige hoofdingang.'
In 1988 werd het gebouw volledig herbouwd en gerestaureerd volgens de ontwerpen van Akense architect Fritz Eller.